# Sigrid Boo
Pour les articles homonymes, voir Boo.
Œuvres principales
- Vi som går kjøkkenveien

Sigrid Maren Boo, née le 23 août 1898 à Oslo et morte dans la même ville le 12 septembre 1953, est une romancière norvégienne. Son ouvrage le plus important, Vi som går kjøkkenveien (1930), a été adapté au cinéma par la 20th Century Fox en 1934.

## Filmographie
- 1932 : Vi som går köksvägen réalisé par Gustaf Molander
- 1934 : Entrée de service, adapté de Vi som går kjøkkenveien (1930) et réalisé par Frank Lloyd.